# Torricella del Pizzo
Torricella del Pizzo é uma comuna italiana da região da Lombardia, província de Cremona, com cerca de 721 habitantes. Estende-se por uma área de 24 km², tendo uma densidade populacional de 30 hab/km². Faz fronteira com Gussola, Motta Baluffi, Roccabianca (PR), Scandolara Ravara, Sissa (PR).

## Demografia
| Variação demográfica do município entre 1861 e 2011                               |
|                                                                                   |
| Fonte: Istituto Nazionale di Statistica (ISTAT) - Elaboração gráfica da Wikipedia |